# National Register of Historic Places in South Dakota

Karte der Countys von South Dakota und Verteilung der NRHP-Einträge

Diese Tabelle enthält alle Listen, in denen die Einträge im National Register of Historic Places in den 66 Countys des US-amerikanischen Bundesstaates South Dakota aufgeführt sind:

## Anzahl der Objekte und Distrikte nach County
|       | \| \| County \| Liste der Einträge in das NRHP im County \| Anzahl \| \| ----- \| ------------- \| ---------------------------------------- \| ------ \| \| 1 \| Aurora \| NRHP-Einträge im Aurora County \| 9 \| \| 2 \| Beadle \| NRHP-Einträge im Beadle County \| 25 \| \| 3 \| Bennett \| NRHP-Einträge im Bennett County \| 0 \| \| 4 \| Bon Homme \| NRHP-Einträge im Bon Homme County \| 39 \| \| 5 \| Brookings \| NRHP-Einträge im Brookings County \| 38 \| \| 6 \| Brown \| NRHP-Einträge im Brown County \| 44 \| \| 7 \| Brule \| NRHP-Einträge im Brule County \| 4 \| \| 8 \| Buffalo \| NRHP-Einträge im Buffalo County \| 6 \| \| 9 \| Butte \| NRHP-Einträge im Butte County \| 35 \| \| 10 \| Campbell \| NRHP-Einträge im Campbell County \| 2 \| \| 11 \| Charles Mix \| NRHP-Einträge im Charles Mix County \| 13 \| \| 12 \| Clark \| NRHP-Einträge im Clark County \| 9 \| \| 13 \| Clay \| NRHP-Einträge im Clay County \| 38 \| \| 14 \| Codington \| NRHP-Einträge im Codington County \| 43 \| \| 15 \| Corson \| NRHP-Einträge im Corson County \| 8 \| \| 16 \| Custer \| NRHP-Einträge im Custer County \| 46 \| \| 17 \| Davison \| NRHP-Einträge im Davison County \| 23 \| \| 18 \| Day \| NRHP-Einträge im Day County \| 10 \| \| 19 \| Deuel \| NRHP-Einträge im Deuel County \| 10 \| \| 20 \| Dewey \| NRHP-Einträge im Dewey County \| 5 \| \| 21 \| Douglas \| NRHP-Einträge im Douglas County \| 8 \| \| 22 \| Edmunds \| NRHP-Einträge im Edmunds County \| 12 \| \| 23 \| Fall River \| NRHP-Einträge im Fall River County \| 72 \| \| 24 \| Faulk \| NRHP-Einträge im Faulk County \| 8 \| \| 25 \| Grant \| NRHP-Einträge im Grant County \| 15 \| \| 26 \| Gregory \| NRHP-Einträge im Gregory County \| 10 \| \| 27 \| Haakon \| NRHP-Einträge im Haakon County \| 2 \| \| 28 \| Hamlin \| NRHP-Einträge im Hamlin County \| 14 \| \| 29 \| Hand \| NRHP-Einträge im Hand County \| 6 \| \| 30 \| Hanson \| NRHP-Einträge im Hanson County \| 6 \| \| 31 \| Harding \| NRHP-Einträge im Harding County \| 56 \| \| 32 \| Hughes \| NRHP-Einträge im Hughes County \| 41 \| \| 33 \| Hutchinson \| NRHP-Einträge im Hutchinson County \| 29 \| \| 34 \| Hyde \| NRHP-Einträge im Hyde County \| 3 \| \| 35 \| Jackson \| NRHP-Einträge im Jackson County \| 8 \| \| 36 \| Jerauld \| NRHP-Einträge im Jerauld County \| 13 \| \| 37 \| Jones \| NRHP-Einträge im Jones County \| 4 \| \| 38 \| Kingsbury \| NRHP-Einträge im Kingsbury County \| 20 \| \| 39 \| Lake \| NRHP-Einträge im Lake County \| 15 \| \| 40 \| Lawrence \| NRHP-Einträge im Lawrence County \| 51 \| \| 41 \| Lincoln \| NRHP-Einträge im Lincoln County \| 23 \| \| 42 \| Lyman \| NRHP-Einträge im Lyman County \| 8 \| \| 43 \| Marshall \| NRHP-Einträge im Marshall County \| 6 \| \| 44 \| McCook \| NRHP-Einträge im McCook County \| 8 \| \| 45 \| McPherson \| NRHP-Einträge im McPherson County \| 4 \| \| 46 \| Meade \| NRHP-Einträge im Meade County \| 27 \| \| 47 \| Mellette \| NRHP-Einträge im Mellette County \| 2 \| \| 48 \| Miner \| NRHP-Einträge im Miner County \| 3 \| \| 49 \| Minnehaha \| NRHP-Einträge im Minnehaha County \| 98 \| \| 50 \| Moody \| NRHP-Einträge im Moody County \| 14 \| \| 51 \| Oglala Lakota \| NRHP-Einträge im Shannon County \| 1 \| \| 52 \| Pennington \| NRHP-Einträge im Pennington County \| 57 \| \| 53 \| Perkins \| NRHP-Einträge im Perkins County \| 18 \| \| 54 \| Potter \| NRHP-Einträge im Potter County \| 8 \| \| 55 \| Roberts \| NRHP-Einträge im Roberts County \| 10 \| \| 56 \| Sanborn \| NRHP-Einträge im Sanborn County \| 8 \| \| 57 \| Spink \| NRHP-Einträge im Spink County \| 25 \| \| 58 \| Stanley \| NRHP-Einträge im Stanley County \| 12 \| \| 59 \| Sully \| NRHP-Einträge im Sully County \| 4 \| \| 60 \| Todd \| NRHP-Einträge im Todd County \| 4 \| \| 61 \| Tripp \| NRHP-Einträge im Tripp County \| 6 \| \| 62 \| Turner \| NRHP-Einträge im Turner County \| 30 \| \| 63 \| Union \| NRHP-Einträge im Union County \| 14 \| \| 64 \| Walworth \| NRHP-Einträge im Walworth County \| 13 \| \| 65 \| Yankton \| NRHP-Einträge im Yankton County \| 79 \| \| 66 \| Ziebach \| NRHP-Einträge im Ziebach County \| 1 \| \| Summe \| Summe \| Summe \| ... 1 \| |                                          |        |
|       | County | Liste der Einträge in das NRHP im County | Anzahl |
| 1     | Aurora | NRHP-Einträge im Aurora County           | 9      |
| 2     | Beadle | NRHP-Einträge im Beadle County           | 25     |
| 3     | Bennett | NRHP-Einträge im Bennett County          | 0      |
| 4     | Bon Homme | NRHP-Einträge im Bon Homme County        | 39     |
| 5     | Brookings | NRHP-Einträge im Brookings County        | 38     |
| 6     | Brown | NRHP-Einträge im Brown County            | 44     |
| 7     | Brule | NRHP-Einträge im Brule County            | 4      |
| 8     | Buffalo | NRHP-Einträge im Buffalo County          | 6      |
| 9     | Butte | NRHP-Einträge im Butte County            | 35     |
| 10    | Campbell | NRHP-Einträge im Campbell County         | 2      |
| 11    | Charles Mix | NRHP-Einträge im Charles Mix County      | 13     |
| 12    | Clark | NRHP-Einträge im Clark County            | 9      |
| 13    | Clay | NRHP-Einträge im Clay County             | 38     |
| 14    | Codington | NRHP-Einträge im Codington County        | 43     |
| 15    | Corson | NRHP-Einträge im Corson County           | 8      |
| 16    | Custer | NRHP-Einträge im Custer County           | 46     |
| 17    | Davison | NRHP-Einträge im Davison County          | 23     |
| 18    | Day | NRHP-Einträge im Day County              | 10     |
| 19    | Deuel | NRHP-Einträge im Deuel County            | 10     |
| 20    | Dewey | NRHP-Einträge im Dewey County            | 5      |
| 21    | Douglas | NRHP-Einträge im Douglas County          | 8      |
| 22    | Edmunds | NRHP-Einträge im Edmunds County          | 12     |
| 23    | Fall River | NRHP-Einträge im Fall River County       | 72     |
| 24    | Faulk | NRHP-Einträge im Faulk County            | 8      |
| 25    | Grant | NRHP-Einträge im Grant County            | 15     |
| 26    | Gregory | NRHP-Einträge im Gregory County          | 10     |
| 27    | Haakon | NRHP-Einträge im Haakon County           | 2      |
| 28    | Hamlin | NRHP-Einträge im Hamlin County           | 14     |
| 29    | Hand | NRHP-Einträge im Hand County             | 6      |
| 30    | Hanson | NRHP-Einträge im Hanson County           | 6      |
| 31    | Harding | NRHP-Einträge im Harding County          | 56     |
| 32    | Hughes | NRHP-Einträge im Hughes County           | 41     |
| 33    | Hutchinson | NRHP-Einträge im Hutchinson County       | 29     |
| 34    | Hyde | NRHP-Einträge im Hyde County             | 3      |
| 35    | Jackson | NRHP-Einträge im Jackson County          | 8      |
| 36    | Jerauld | NRHP-Einträge im Jerauld County          | 13     |
| 37    | Jones | NRHP-Einträge im Jones County            | 4      |
| 38    | Kingsbury | NRHP-Einträge im Kingsbury County        | 20     |
| 39    | Lake | NRHP-Einträge im Lake County             | 15     |
| 40    | Lawrence | NRHP-Einträge im Lawrence County         | 51     |
| 41    | Lincoln | NRHP-Einträge im Lincoln County          | 23     |
| 42    | Lyman | NRHP-Einträge im Lyman County            | 8      |
| 43    | Marshall | NRHP-Einträge im Marshall County         | 6      |
| 44    | McCook | NRHP-Einträge im McCook County           | 8      |
| 45    | McPherson | NRHP-Einträge im McPherson County        | 4      |
| 46    | Meade | NRHP-Einträge im Meade County            | 27     |
| 47    | Mellette | NRHP-Einträge im Mellette County         | 2      |
| 48    | Miner | NRHP-Einträge im Miner County            | 3      |
| 49    | Minnehaha | NRHP-Einträge im Minnehaha County        | 98     |
| 50    | Moody | NRHP-Einträge im Moody County            | 14     |
| 51    | Oglala Lakota | NRHP-Einträge im Shannon County          | 1      |
| 52    | Pennington | NRHP-Einträge im Pennington County       | 57     |
| 53    | Perkins | NRHP-Einträge im Perkins County          | 18     |
| 54    | Potter | NRHP-Einträge im Potter County           | 8      |
| 55    | Roberts | NRHP-Einträge im Roberts County          | 10     |
| 56    | Sanborn | NRHP-Einträge im Sanborn County          | 8      |
| 57    | Spink | NRHP-Einträge im Spink County            | 25     |
| 58    | Stanley | NRHP-Einträge im Stanley County          | 12     |
| 59    | Sully | NRHP-Einträge im Sully County            | 4      |
| 60    | Todd | NRHP-Einträge im Todd County             | 4      |
| 61    | Tripp | NRHP-Einträge im Tripp County            | 6      |
| 62    | Turner | NRHP-Einträge im Turner County           | 30     |
| 63    | Union | NRHP-Einträge im Union County            | 14     |
| 64    | Walworth | NRHP-Einträge im Walworth County         | 13     |
| 65    | Yankton | NRHP-Einträge im Yankton County          | 79     |
| 66    | Ziebach | NRHP-Einträge im Ziebach County          | 1      |
| Summe | Summe | Summe                                    | ... 1  |